# Nikolaj Golovin
Nikolaj Fjodorovitsj Golovin (Russisch: Николай Фёдорович Головин) (1695 - Hamburg, 1745) was een Russisch diplomaat en admiraal.

## Biografie
Golovin was een zoon van de Russische staatsman Fjodor Aleksejevitsj Golovin. In 1708 werd hij door tsaar Peter I naar Nederland gestuurd om opgeleid te worden als vlootofficier. Tussen 1725 en 1732 diende hij als Russisch gezant in Stockholm en probeerde daar door middel van corruptie de Zweedse Holsteinpartij te ondersteunen. In 1733 werd hij admiraal, en later werd hij ook senator. Hij was tevens de bevelhebber van de Russische vloot in de Oostzee tussen 1742 en 1743, ten tijde van de Russisch-Zweedse Oorlog.

## Golovinmusiken
Voor het feest van Golovin ter gelegenheid van de kroning van de 12-jarige tsaar Peter II in Sint-Petersburg in 1728 componeerde Johan Helmich Roman zijn Golovinmusiken.
- Library of Congress Control Number: n2014022006
- Virtual International Authority File: 308229793
- WorldCat: E39PBJfMhKHJbVtrDk3j9pjBfq